# Conus julieandreae
Conus julieandreae is een in zee levende slakkensoort uit het geslacht Conus. De slak behoort tot de familie Conidae. Conus julieandreae werd in 1995 beschreven door Cargile. Net zoals alle soorten binnen het geslacht Conus zijn deze slakken roofzuchtig en giftig. Zij bezitten een harpoenachtige structuur waarmee ze hun prooi kunnen steken en verlammen.